# دينيس آدم
دينيس آدم (بالإنجليزية: Denis Adam)‏ هو فاعل خير وشخصية أعمال نيوزيلندي، ولد في 1 فبراير 1924 في برلين في ألمانيا، وتوفي في 17 أكتوبر 2018.